# 科夫欽
51°26′34″N 31°41′18″E / 51.44278°N 31.68833°E
科夫欽（烏克蘭語：Ковчин），是烏克蘭北部的村莊，隸屬切爾尼希夫州的切爾尼希夫區。該村始建於1667年，面積2.54平方公里，海拔高度114米，2001年人口1,287，人口密度每平方公里507.1人。